# Simcha Shirman

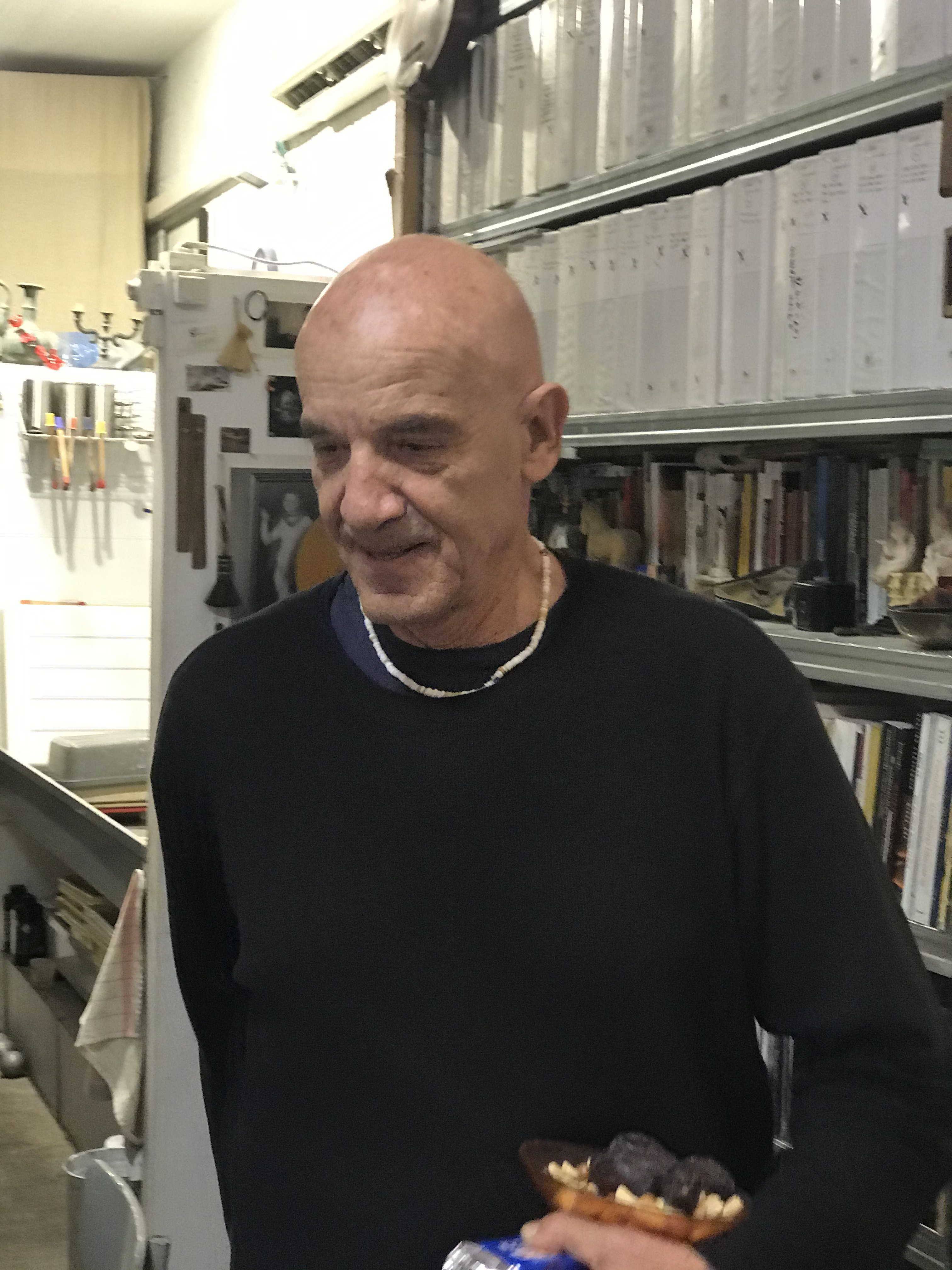
Simha Shirman ve svém studiu, Tel Aviv, 2020

Simcha Shirman (* 30. dubna 1947) je izraelský fotograf a pedagog německého původu. Je průkopníkem umělecké fotografie v období 80. let 20. století. Podobně jako on se velká část umělců vrátila ze studia fotografie ve Spojených státech, mezi nimi byli také Oded Yedaya, Jig'al Šem Tov, Avi Ganor, Deganit Berestová a další.

## Životopis

### Raný život
Simcha Shirman se narodil v roce 1947 Batye a Davidovi, kteří přežili holocoust. Narodil se v klášteře Saint Ottilien, který byl americkými okupačními úřady po druhé světové válce přeměněn na vojenskou a uprchlickou nemocnici. V jeho rodném listě je uvedeno, že jde o vysídlenou osobu. Malá rodina emigrovala do Izraele v květnu 1948 a usadila se ve městě Akko. Shirman dostal první fotoaparát, když mu bylo 12 - dal mu ho příbuzný z Ameriky, který navštívil Izrael, a v patnácti letech si koupil a zařídil fotolaboratoř v koupelně malého domu ve čtvrti Acre. Shirman vykonával svou vojenskou službu v roce 1965 v hlídkové jednotce Shaked jako důstojník a velitel hlídky. V roce 1970 se rozhodl odjet do New Yorku studovat fotografii. V roce 1972 zahájil vysokoškolské studium na School of Visual Arts a v roce 1976 pokračoval v postgraduálním studiu na Pratt Institute, kde studoval u Arthura Frieda a kde se setkal a spřátelil s Philipem Perkisem. Po promoci v roce 1978 a získání titulu MFA v oboru fotografie a umění se Shirman vrátil do Izraele se svou rodinou do města Tel Aviv.

## Kariéra
Od počátku své kariéry se Shirman v tradici americké fotografie a evropské fotografie zabýval svými fotografiemi s osobními i kolektivními životopisnými tématy souvisejícími s existencí izraelské země, historií, pamětí, holocaustem, rodinou, izraelskou armádou, portréty, měnící se krajiny a moře. Prostřednictvím těchto témat Shirman diskutuje o složitých otázkách souvisejících s místem a existencí. Shirmanův život, jeho rodina, bezprostřední i vzdálené prostředí, krajiny, ve kterých žije a točí se, jeho zážitky z dětství a podvědomé vzpomínky, otázky sexuality, existence, identity a života a smrti, to všechno jsou materiály, které zkoumá a zpracovává ve svých uměleckých dílech.
Při řešení významu a chápání paměti holocaustu a jejich dopadu na současnost a budoucnost, na existující i fiktivní rodinná alba a na rodinu samotnou, v německé, polské a izraelské krajině, Shirman řeší současné existenciální otázky, obraz oběti a sociálně-kulturní vztahy.
Shirmanovy těžké zkušenosti velitele v první libanonské válce, během dlouhých záložních období v Libanonu a na okupovaných územích během intifády zúročil na četných výstavách i v článcích s obrazovými ilustracemi v tehdejším „reputačním“ časopise. Jako obyvatel Ramat Avivu v jeho počátcích jako bydlení pro mladé páry doprovázel Shirman a dokumentoval měnící se hranice severního města Tel Aviv. Během svých cest do Becalelu sledoval změny v krajině a prostředí v oblasti Modi'in, když přišel do Jeruzaléma. Acre, město jeho dětství, bylo námětem jeho práce se zaměřením na Staré město a jeho uličky, koně, starou i novou architekturu, muslimský hřbitov a moře.
Shirman také fotografoval moře v Tel Avivu s odkazem na linii horizontu - setkání moře a oblohy - a prostor existence a každodenních a někdy nedosažitelných událostí v nekonečných odstínech šedé.

## Ceny a ocenění
- Cena Enrique Kablina za životní projekt v oblasti fotografie (1986)
- Cena Leona Constantinera (2000)
- Dizengoffova cena (2013)